# Барра-ду-Роша
Барра-ду-Роша (порт. Barra do Rocha) — муниципалитет в Бразилии, входит в штат Баия. Составная часть мезорегиона Юг штата Баия. Входит в экономико-статистический микрорегион Ильеус-Итабуна. Население составляет 6895 человек на 2006 год. Занимает площадь 192,556 км². Плотность населения — 35,8 чел./км².

## История
Город основан 24 августа 1961 года.

## Статистика
- Валовой внутренний продукт на 2003 год составляет 18 111 372,00 реалов (данные: Бразильский институт географии и статистики).
- Валовой внутренний продукт на душу населения на 2003 год составляет 2435,31 реалов (данные: Бразильский институт географии и статистики).
- Индекс развития человеческого потенциала на 2000 год составляет 0,579 (данные: Программа развития ООН).

## География
Климат местности: субтропический гумидный.